# Anna Loockermans
Anna "Annetje" Loockermans (Turnhout, 17 maart 1617 - Nieuw Amsterdam, 4 april 1684) was een Vlaamse die Sinterklaas introduceerde in Nova Belgica en daarmee de latere Verenigde Staten van Amerika.
Loockermans familie behoorde tot de Nederduitse Gereformeerde Kerk maar bracht de Vlaamse traditie van Sinterklaas mee naar de overzeese gebieden. Dit lag aan de basis van Santa Claus. Haar man Oloff van Cortlandt was de burgemeester van Nieuw Amsterdam. Haar zoon, Stephanus van Cortlandt was de eerste burgemeester van New York die aldaar geboren was. Haar dochter Maria van Cortlandt huwde Jeremias van Rensselaer. 